# Дудинка (Крупський район)
Дудинка (біл. вёска Дудзінка) — село в складі Крупського району Мінської області, Білорусь. Село підпорядковане Холопеницькій сільській раді, розташоване в східній частині області.